# Quando (EP)
Quando é o primeiro extended play (EP) do cantor e compositor brasileiro Davi Sabbag, lançado em 27 de novembro de 2018 de forma independente e distribuído digitalmente nas plataformas digitais pela Milk Digital. Quando também é o primeiro trabalho solo de Sabbag após o encerramento da Banda Uó no início do mesmo ano. O EP conta com três singles: a balada romântica "Tenho Você", que conta com sonoridade pop e R&B; a dançante "Seu Direito"; e a balada dream pop "De Boa", que conta com a participação da cantora Jade Baraldo. O EP se completa com a canção de vertente dance e eletrônica "DUV" (acróstico de "Dá Uma Vontade") e a balada acústica "Ainda".

## Desenvolvimento
Após o encerramento da Banda Uó em 2018, Davi Sabbag prontamente anunciou que seguiria carreira solo. Contrário ao som da banda, Davi optou por seguir uma linha onde exploraria um som mais minimalista voltado ao R&B com influências de música pop. Em entrevista ao portal POPline na época do lançamento, o cantor confessou: "Acho que uns quatro anos que estou com isso na cabeça, pensando… [...] É um processo você descobrir sua sonoridade depois de tanto tempo fazendo uma coisa, buscando referências de vários lugares… Mas eu sempre tive essa veia. Eu tenho playlists no Spotify e elas são todas meio R&B, meio românticas. Algumas eletrônicas… Sempre gostei de escutar bastante jazz, sempre fui de uma música mais 'chill'. Tenho o lado mais eletrônico, que gosto muito, mais pesado, de rave, porque a gente tem vários lados, mas essa construção de achar a minha sonoridade é um processo interessante. Eu descobri que realmente queria fazer isso de uns dois anos pra cá, quando a gente já estava namorando essa ideia de dar uma pausa. Decidi que era isso que eu queria fazer, porque é o que pega mais em mim."
O cantor citou como referências artistas do R&B como SZA, Frank Ocean, Drake, além do artista de música latina J Balvin. Referente ao título, Quando, o cantor divagou: "Quando você sente medo, amor, prazer, sofre, chora, limpa o que precisa. Quando as músicas fazem sentido pra você e a gente se conecta. Quando é pra tempo, pra uma proporção, condição, pra concessão. Quando me vi solo e entendi o momento de jogar limpo com vocês, vulnerável e livre."

## Divulgação
Para lançamento do EP, Davi divulgou seu primeiro single solo no dia 24 de julho de 2018. Intitulada "Tenho Você", a balada pop com fortes influências de R&B foi lançada juntamente com o seu videoclipe. No dia 12 de outubro de 2018, "Seu Direito" foi lançada como segundo single do EP, mais uma vez juntamente com o seu videoclipe. "De Boa", dueto com Jade Baraldo, foi selecionada para ser o terceiro single do álbum, sendo lançada no dia 27 de novembro de 2018, juntamente com o EP completo e seu respectivo videoclipe.

## Faixas
| Edição padrão  |                               |                                    |                                         |         |  |
| N.º            | Título                        | Compositor(es)                     | Produtor(es)                            | Duração |  |
| 1.             | "Tenho Você"                  | Davi Sabbag Damien Seth Pedro Lima | Seth Pedrowl Sabbag                     | 3:05    |  |
| 2.             | "Seu Direito"                 | Sabbag                             | Nelson D Sabbag                         | 2:57    |  |
| 3.             | "DUV"                         | Sabbag                             | Sabbag Fábio Smeili Fabrizio Martinelli | 2:55    |  |
| 4.             | "De Boa" (feat. Jade Baraldo) | Sabbag                             | Sabbag Smeili Martinelli                | 2:59    |  |
| 5.             | "Ainda"                       | Sabbag                             | Sabbag                                  | 3:00    |  |
| Duração total: | Duração total:                | Duração total:                     | Duração total:                          | 14:57   |  |